# Henry Ssentongo
Henry Apaloryamam Ssentongo (ur. 30 listopada 1936 w Villa Maria, zm. 11 grudnia 2019 w Kampali) – ugandyjski duchowny rzymskokatolicki, w latach 1992–2014 biskup Moroto.

## Życiorys
Święcenia kapłańskie przyjął 21 grudnia 1963. 15 grudnia 1988 został prekonizowany biskupem pomocniczym Masaki ze stolicą tytularną Pupiana. Sakrę biskupią otrzymał 18 marca 1989. 30 marca 1992 został mianowany biskupem Moroto. 20 lutego 2014 przeszedł na emeryturę.